# Liste von Techniken der bildenden Kunst
In dieser Liste werden Techniken der Bildenden Kunst in sinnvollen Gruppen zusammengefasst. Eine alphabetische Sammlung künstlerischer Techniken wird über die Kategorie:Künstlerische Technik erschlossen.
Neben den Techniken im engeren Sinn finden sich auch kunsthistorische Fachbegriffe, die diesen zugeordnet werden können (z. B. ist Tafelbild keine Technik, sondern eine der Malerei zuordenbare Repräsentationsform des Bildes).
Kunstgeschichtliche Epochen und Stilrichtungen werden dagegen inhaltlich im Portal:Kunst aufgeschlüsselt und in der Kategorie:Kunststil alphabetisch sortiert.

## Malerei

### Materialien
- Acrylfarbe
- Bindemittel
- Bolus
- Firnis
- Grundierung
- Kaseinfarbe
- Leinöl
- Leinwand
- Malmittel
- Ölfarbe
- Pigment
- Sprühfarbe
- Tempera
- Terpentin
- Wachs

### Werkzeug
- Pinsel
- Spachtel
- Sprühdose

### Techniken
- Action Painting
- Airbrush
- Aquarell
- Buchmalerei
- Collage
- Enkaustik
- Freskomalerei
- Frottage
- Glasmalerei
- Gouache
- Graffiti
- Grattage
- Grisaille
- Lüftlmalerei
- Miniaturmalerei
- Ölmalerei
- Pastellmalerei
- Seccomalerei
- Stencil
- Street-Art
- Tempera
- Tuschemalerei
- Verwischung

### Fachbegriffe
- Akkumulationen
- Combine Painting
- Monochromie
- Selbstorganisierende Malerei
- Tafelbild
- Trompe-l’œil
- Sfumato

## Skulptur,Plastik

### Materialien
- Alabaster
- Bronze
- Beton
- Edelstein
- Edelstahl rostfrei
- Email
- Gips
- Glas
- Gold
- Gummi
- Holz
- Keramik
- Kunstharz
- Kupfer
- Marmor
- Porzellan, siehe: Liste mit Fachausdrücken zu Porzellan
- Silber
- Stahl
- Naturstein
- Pappmaché
- Stuckmarmor
- Terrakotta
- Ton
- Wachs

### Werkzeuge
- verschiedene Eisen zur Steinbearbeitung (Fäustel, Bildhauerklöpfel, Stockhammer, Riffelhammer, Prelleisen, Spitzeisen, Zahneisen, Scharriereisen, Fläche, Schlageisen, Zweizahn, Vierteleisen u. a.) (das Werkzeug des Steinbildhauers), aber auch Presslufthammer, Bohrwerkzeuge, Hebewerkzeuge
- unterschiedliche Eisen zur Holzbearbeitung, u. a. Schnitzmesser, aber auch Kettensäge und weitere elektrische Geräte, alles ähnlich wie in einer Holz- bzw. Tischlerwerkstatt

- Hammer
- Meißel
- Punze
- Schleifstein
- Beitel
- Stichel
- zur Tonbearbeitung verschiedene Hölzer zum Modellieren
- Spachtel
- Raspeln für Marmor, Gips und Holz
- Polierwerkzeuge

### Fachbegriffe
- Bozzetto
- Büste
- Patina
- Polychromie
- Relief
- Standbild
- Verlorene Form

## GrafikundZeichnung

### Materialien

#### Papier/Trägermaterial
- Aquarellpapier
- Büttenpapier
- Karton
- Transparentpapier
- Pergament
- Velinpapier

#### Pigment/Zeichenmaterial
- Bister
- Sepia
- Pastellkreide
- Rötel
- Tinte
- Tusche
- Wachskreide
- Zeichenkohle

### Werkzeuge

#### Druckgrafik
- Geißfuß und andere Eisen zum Holzschnitt
- Grabstichel
- Moulette
- Polierstahl
- Radiernadel
- Rakel
- Roulette
- Schaber
- Wiegemesser

#### Zeichnung
- Bleistift
- Buntstift
- Feder
- Griffel
- Silberstift

### Techniken

#### Zeichnung
- Kohlezeichnung
- Rötelzeichnung
- Bleistiftzeichnung
- Silberstiftzeichnung
- Tuschezeichnung

#### Hochdruck
- Holzschnitt
- Holzstich
- Linolschnitt

#### Tiefdruck
- Aquatinta
- Crayonmanier
- Heliogravüre
- Kaltnadelradierung
- Kupferstich
- Mezzotinto
- Prägedruck
- Radierung
- Stahlstich
- Vernis mou

#### Flachdruck
- Lithografie
- Offset-Lithografie / Zinkografie
- Siebdruck

#### Andere
- Edeldruckverfahren
- Frottage (Durchdruck)
- Gaufrieren (Blinddruck)
- Scherenschnitt

### Fachbegriffe
- Illustration
- Künstlerbuch

## KunsthandwerklicheTechniken

### Material
- Edelsteine
- Edelmetalle
- Holz
- Keramik
- Leder
- Textilien

### Werkzeuge
- Töpferscheibe
- Webstuhl

### Technik
- Batik
- Fassmalerei
- Flechtkunst
- Intarsien
- Möbeldesign
- Mosaik
- Porzellanmalerei
- Schmiedekunst
- Tapisserie
- Vasenmalerei
- Vergolden

## Fotografie
- Daguerreotypie
- Digitalfotografie
- Edeldruckverfahren
- Farbfotografie
- Fotogramm
- Großformatfotografie
- Holografie
- Kirlianfotografie
- Kleinbildfotografie
- Lochkamera
- Lomographie
- Mittelformatfotografie
- Panoramafotografie
- Schwarzweißfotografie
- Verwischung

## Neue Medien
- Computerkunst oder Digitale Kunst
- Faxkunst oder Copy Art
- Medienkunst
- Multimedia
- Netzkunst
- Videokunst

## Begriffliche Überschneidungen und Mehrfachnennungen
Überschneidungen in der Zuordnung der Oberbegriffe sind in dieser Auflistung unvermeidlich. Die Aquarellmalerei z. B. wird wegen des Trägermaterials (Papier) und der häufig bewusst eingesetzten Bleistift-Vorlage oft auch der Zeichnung zugeordnet. Im Bereich der künstlerischen Studien gibt es neben gezeichneten Skizzen auch malerisch (mit dem Pinsel ausgeführte) Ölskizzen auf Karton oder neben der Tuschmalerei auch (mit Stiften ausgeführte) Tuschzeichnungen auf Papier. Vor allem wird mit dem Begriff Mischtechnik – ursprünglich als Variante der Ölmalerei aufgefasst – seit der zweiten Hälfte des 20. Jahrhunderts eher auf eine Vielzahl von unterschiedlichen, zusammengesetzten oder nacheinander ausgeführten Techniken verwiesen (Öllasuren über Acryl, übermalte Fotografien oder Collagen, Assemblagen u. a. m.). Ein typisches Beispiel für das Problem einer nicht eindeutigen technischen Zuordnung bildet die Installation (Kunst), die sich sowohl aus der Malerei, als auch aus der Bildhauerei kommend entwickeln kann.
Für die syntaktischen Unterbegriffe Materialien oder Werkzeuge sind oft Mehrfachnennungen möglich: Spachtel z. B. können von Malern, Grafikern und Bildhauern unterschiedlich verwendet, Glas kann von Glaskünstlern geformt oder von Glasmalern bemalt werden.